# Parasteatoda decorata
Parasteatoda decorata là một loài nhện trong họ Theridiidae.
Loài này thuộc chi Parasteatoda. Parasteatoda decorata được Ludwig Carl Christian Koch miêu tả năm 1867.